# بوم بپ
بوم بَپ (به انگلیسی: Boom Bap) یک زیر ژانر موسیقی است که در هیپ هاپ ساحل شرقی و در عصر طلایی هیپ هاپ (از اواخر دهه ۸۰ تا اوایل یا اواسط دهه ۹۰ میلادی) نقش برجسته ای ایفا کرد.
دلیل نام گذاری این سبک از موسیقی بر اساس صداهای استفاده شده در تولید این سبک از موسیقی است. بوم (Boom) به صدای کیک (Kick) و بپ (Bap) به صدای اسنیر (Snare) که در درام (Drum) این موسیقی استفاده می‌شود اشاره دارند.

## تاریخچه

### سال‌های آغازین
ریشه اصطلاح بوم بپ به سال ۱۹۸۴ بر می‌گردد زمانی که T La Rock برای وصف بیت (Beat) و تقلید صدای کیک و اسنیر (Kick & Snare) از اصطلاح بوم بپ استفاده کرد. این سبک مدتی بعد به‌طور گسترده‌ای توسط آلبوم Return of the Boom Bap از کی آر اس وان (KRS-One) شناخته شد. موفقیت این آلبوم در محبوب شدن سبک بوم بپ تأثیر به سزایی گذاشت.

### تکامل سبک بوم بپ
در ابتدا تمرکز ساخت موسیقی بوم بپ بر روی صداهای Kick و Snare و سمپلی بود که از صفحه‌های گرامافون (Vinyl) استخراج می‌شد. با گذشت زمان و با به‌کارگیری سمپلرهای الکترونیکی مانند MPC 60 و SP1200، پیشرفت‌ها و پیچیدگی‌هایی در تولید موسیقی این سبک حاصل شد. پرکاشن‌های بیشتری مانند Shaker , Tambourine و … به بیت‌ها افزوده شدند و همین‌طور در زمینه سمپلینگ (عمل سمپل کردن (نمونه برداری از موسیقی‌های دیگر)) پیشرفت‌هایی مانند استفاده از چند سمپل در یک بیت و شیوه‌های پیچیده تری برای سمپل کردن ایجاد شدند.
دی جی مارلی مارل (DJ Marley Marl) به عنوان هنرمندی شناخته می‌شود که با امتحان کردن روش‌های جدیدی از سمپلینگ، کمک شایانی به تکامل سبک بوم بپ کرد.
مقصود اصلی استفاده از سازهای الکترونیکی در تولید این سبک از موسیقی، خارج کردن بوم بپ از حالت تکرار شونده و خسته کننده و ایجاد خلاقیت بیشتر در تولید آثار بود که باعث شد رپرها تمرکز بیشتری را صرف اشعار خود کنند و راحت تر و تأثیر گذار تر مفهوم اشعارشان را به مخاطبین انتقال دهند.

## نمونه برداری

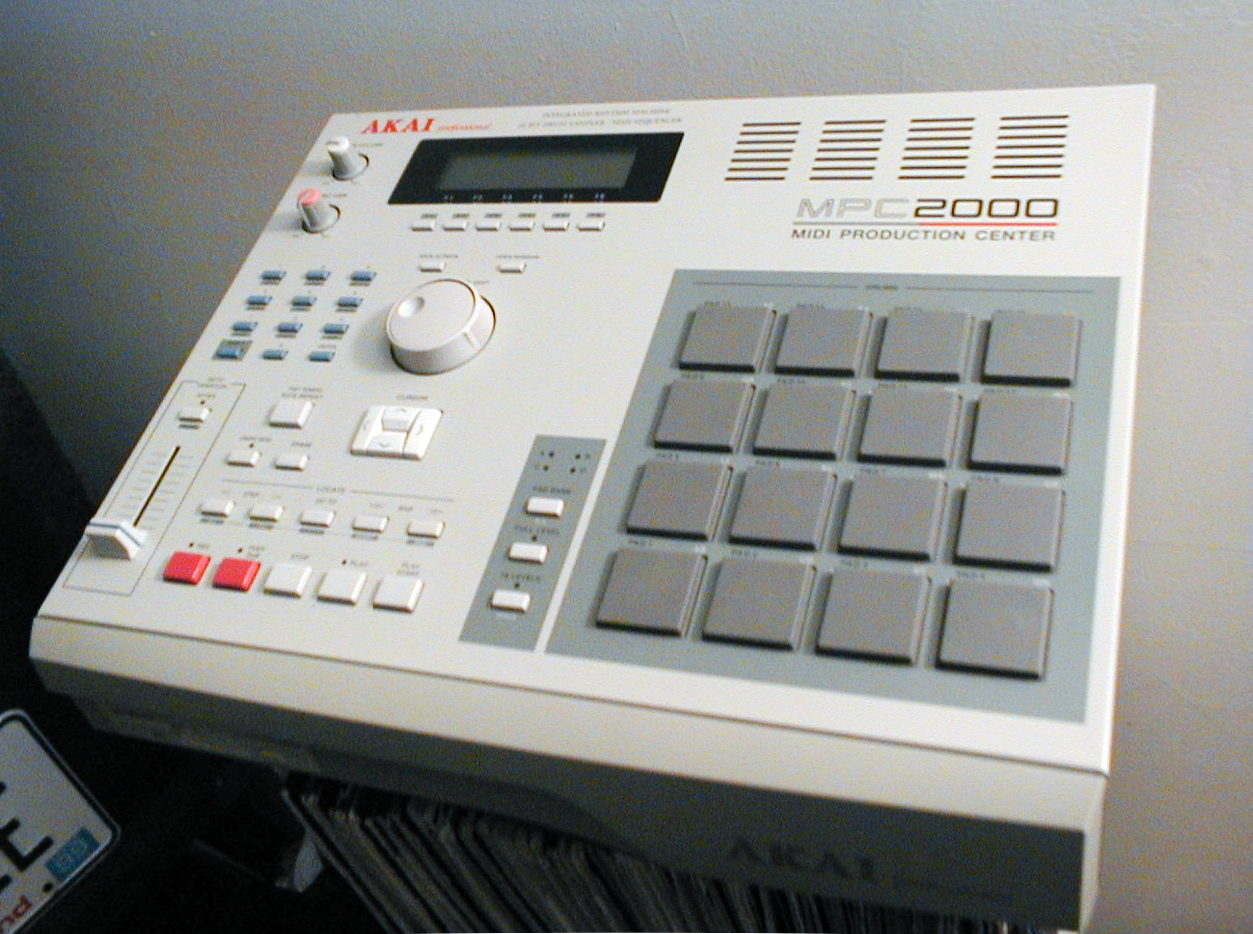
سمپلر Akai MPC 2000

سمپل کردن در موسیقی بوم بپ به منظور گسترش بیت انجام می‌شود. با اضافه کردن سمپل، تنوع صدایی در بیت ایجاد می‌گردد و صرفاً بیت فقط یک الگوی درام ساده نمی‌باشد. سمپلرهای Sp1200 و سری سمپلرهای Akai MPC دو نمونه از پر استفاده‌ترین سمپلرها در این سبک هستند که شاهکارهای زیادی به وسیله آن‌ها خلق شده‌اند.

## اشعار
سادگی بیت‌ها این امکان را برای رپرها فراهم کرده است که از لحاظ شعری بتوانند قلمروی گسترده‌تری از مفاهیم و محتوا را در اشعار خود بگنجانند. اشعار بوم بپ غالباً بازتابی از جامعه آفریقایی - آمریکایی بودند و تجربه‌های اجتماعی ای که این جامعه در ساحل شرقی آمریکا از دهه ۸۰ و ۹۰ میلادی به چشم دیده است را ارائه می‌کردند. مضامینی مانند: گنگ‌های خلافکار، نابراری اجتماعی، مواد مخدر و …
همان‌طور که ذکر شد این سبک موضوعات زیادی را در بر می‌گیرد و فقط شامل موارد نام برده شده در بالا نمی‌باشد همچنین رپرهای مناطق دیگر مانند ساحل غربی آمریکا و رپرهای غیر آمریکایی از این سبک در تولید آثار خود استفاده کرده‌اند و این سبک فقط به رپرهای ساحل شرفی محدود نمی‌شود.